# يورغن برس
يورغن برس (بالألمانية: Jürgen Press)‏ هو مدرب كرة قدم ولاعب كرة قدم ألماني، ولد في 31 أكتوبر 1965 في إنغولشتات في ألمانيا.

## وصلات خارجية
- يورغن برس على موقع قاعدة بيانات كرة القدم.إي يو (الإنجليزية)
- يورغن برس على موقع بيانات كرة القدم. دي إي (الألمانية)
- يورغن برس على موقع عالم كرة القدم.نت (الإنجليزية)